# حماد عجرد
حَمّاد عَجرَد (؟ -۷۷۸م) (نسب: ابوعمر حَمّاد بن عمر بن یونس بن کُلیب سوائی کوفی) شاعر عرب بود. از برای هجو، غزل و وصف‌هایش شهرت یافت. به زندقه متهم شد و از بغداد گریخت. سپس مریض گشت و گویند در میان بصره و اهواز درگذشت یا در شیراز کشته شد.